# جک هکینگ
جک هکینگ (به انگلیسی: Jack Hacking) بازیکن فوتبال زادهٔ ۲۲ دسامبر ۱۸۹۷ اهل انگلستان که سابقهٔ بازی در تیم ملی فوتبال انگلستان را در کارنامهٔ خود دارد. وی در تاریخ ۲۲ اکتبر ۱۹۲۸ نخستین بازی ملی خود را در مقابل تیم ملی فوتبال ایرلند شمالی انجام داد و با حضور در ۳ بازی ملی، در تاریخ ۱۳ آوریل ۱۹۲۹ واپسین بازی ملی‌اش را در برابر تیم ملی فوتبال اسکاتلند برگزار کرد.